# Tamika Whitmore
Tamika Lachan Whitmore (Tupelo, 5 giugno 1977) è un'ex cestista e allenatrice di pallacanestro statunitense, professionista nella WNBA.

## Carriera
È stata selezionata dalle New York Liberty al terzo giro del Draft WNBA 1999 (30ª scelta assoluta).

## Palmarès
- Campionessa NWBL (2001)